# Scabiosa atropurpurea
Scabiosa atropurpurea — вид квіткових рослин родини Жимолостеві (Caprifoliaceae).

## Етимологія
лат. atropurpurea — «темно-фіолетовий».

## Опис
Дворічна (рідко однорічна чи багаторічна) трав'яниста рослина. Майже голе розгалужене стебло 20–60(100) см заввишки. Має протилежні листки, зеленуваті, голі або дещо волохаті, нижні — на довгих черешках, 15–200 × 3–70 мм. Квіти розміщені в головах до 3 см в ширину. Пелюстки від бузкових до темно-фіолетових. Квіти з (січня) квітня по жовтень (грудень).

## Поширення
Північна Африка: Алжир; Лівія; Марокко; Туніс. Західна Азія: Туреччина. Південна Європа: Албанія; Болгарія; Колишня Югославія; Греція; Італія; Франція; Португалія; Іспанія. Натуралізований: Австралія, Нова Зеландія, США, Аргентина; Чилі; Уругвай, Еквадор. Також культивується.
Населяє луки, набережні й узбіччя доріг, в основному на кам'янистих і сухих ґрунтах; 1–2500 м.

## Галерея

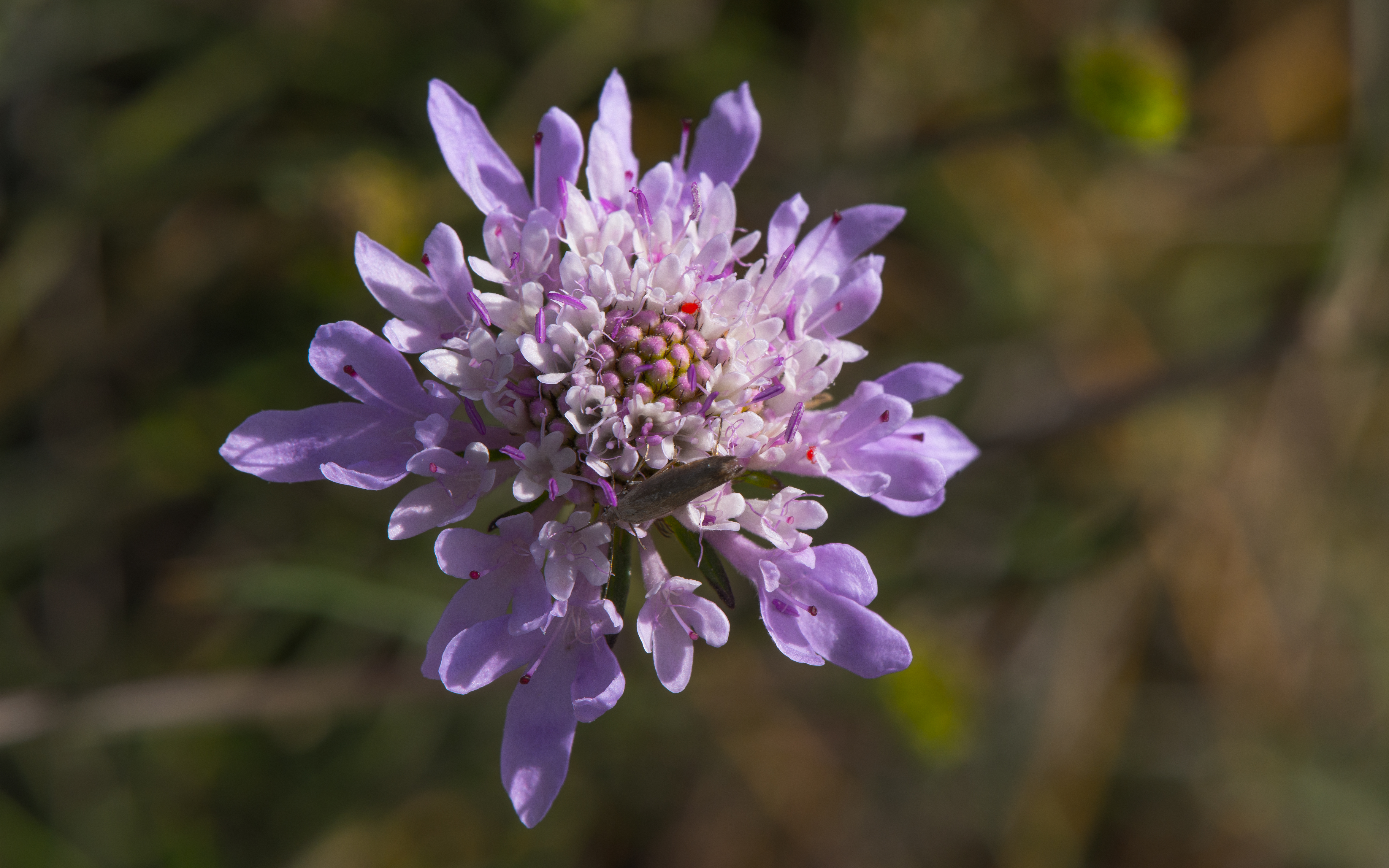
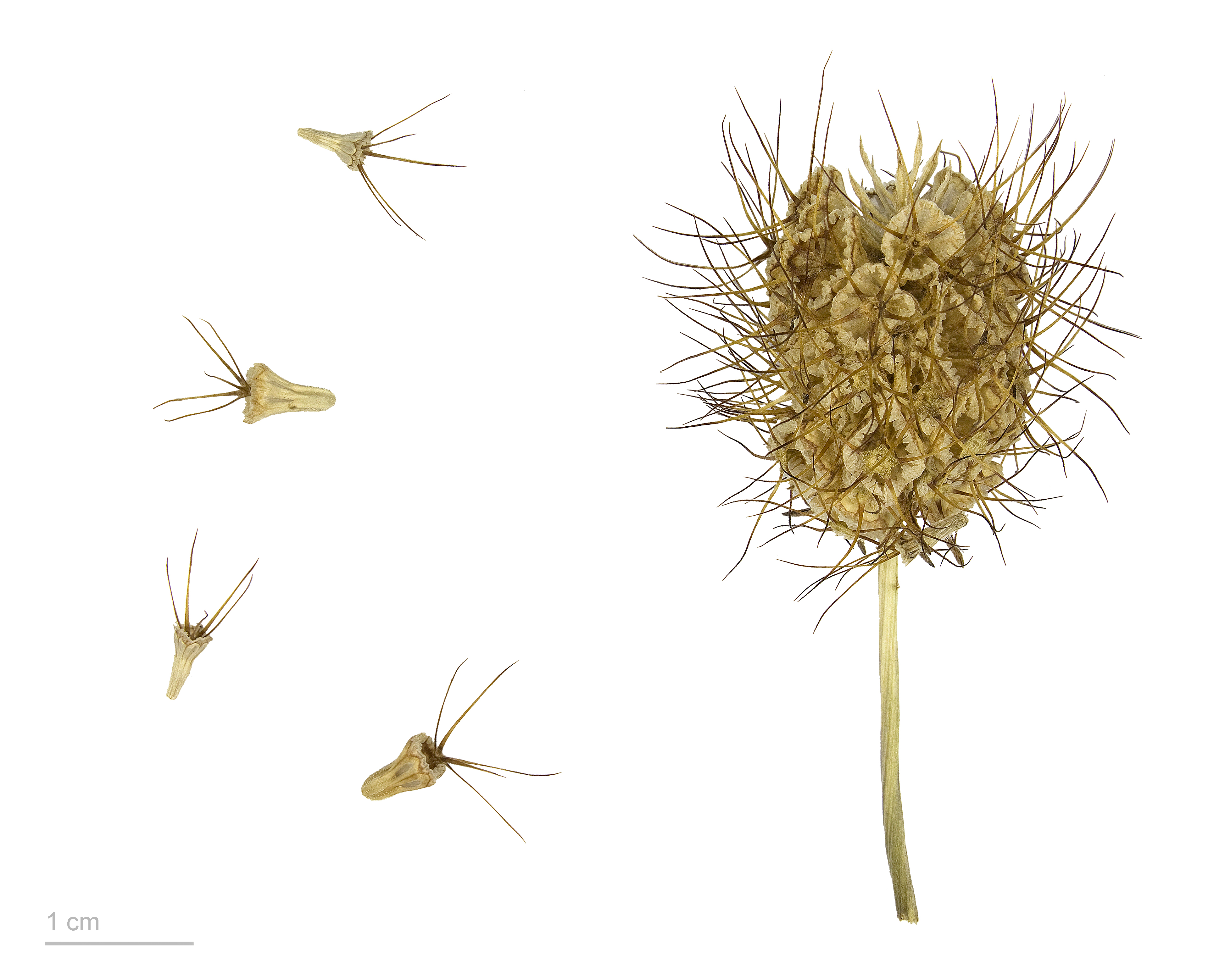
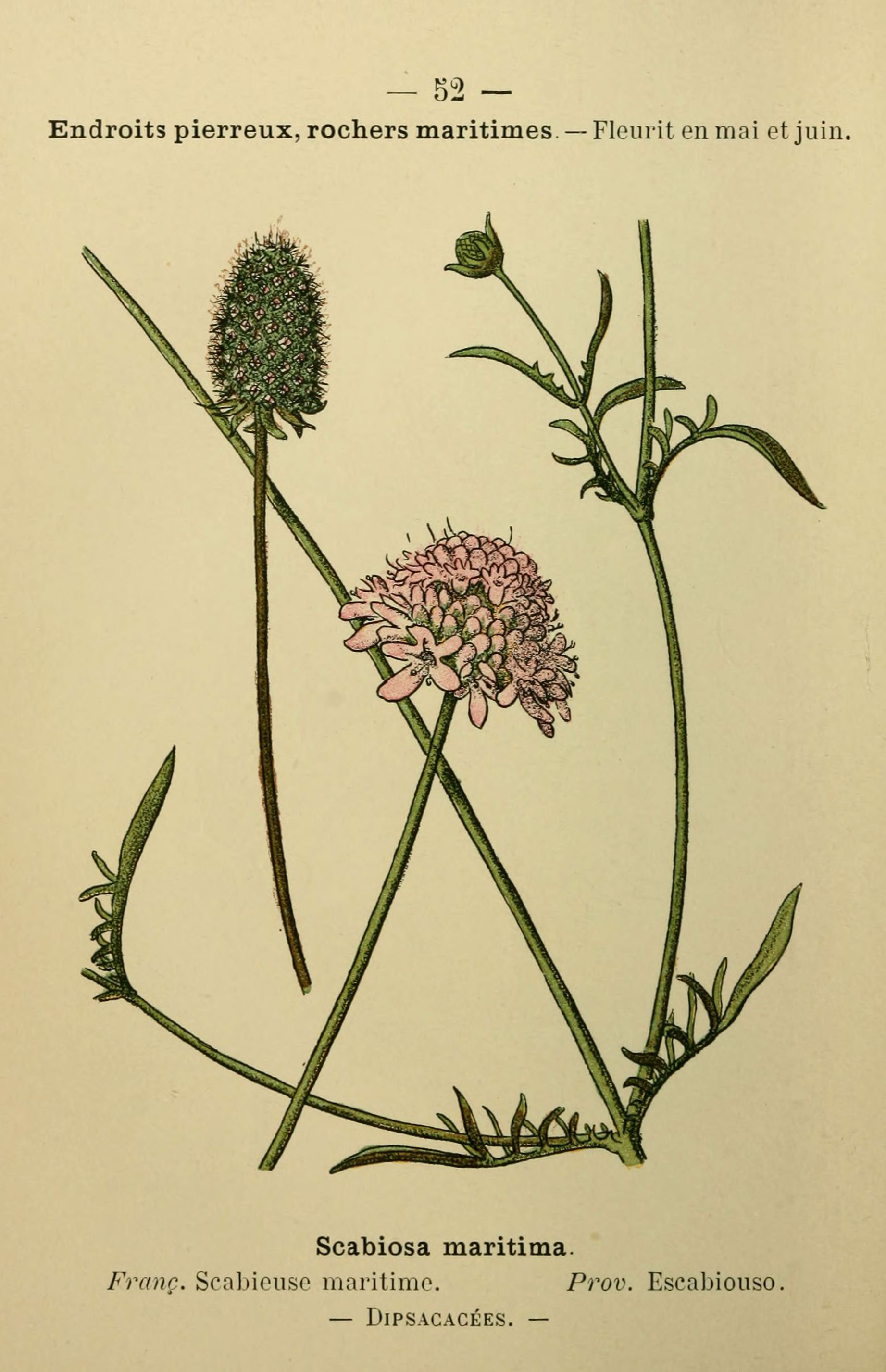
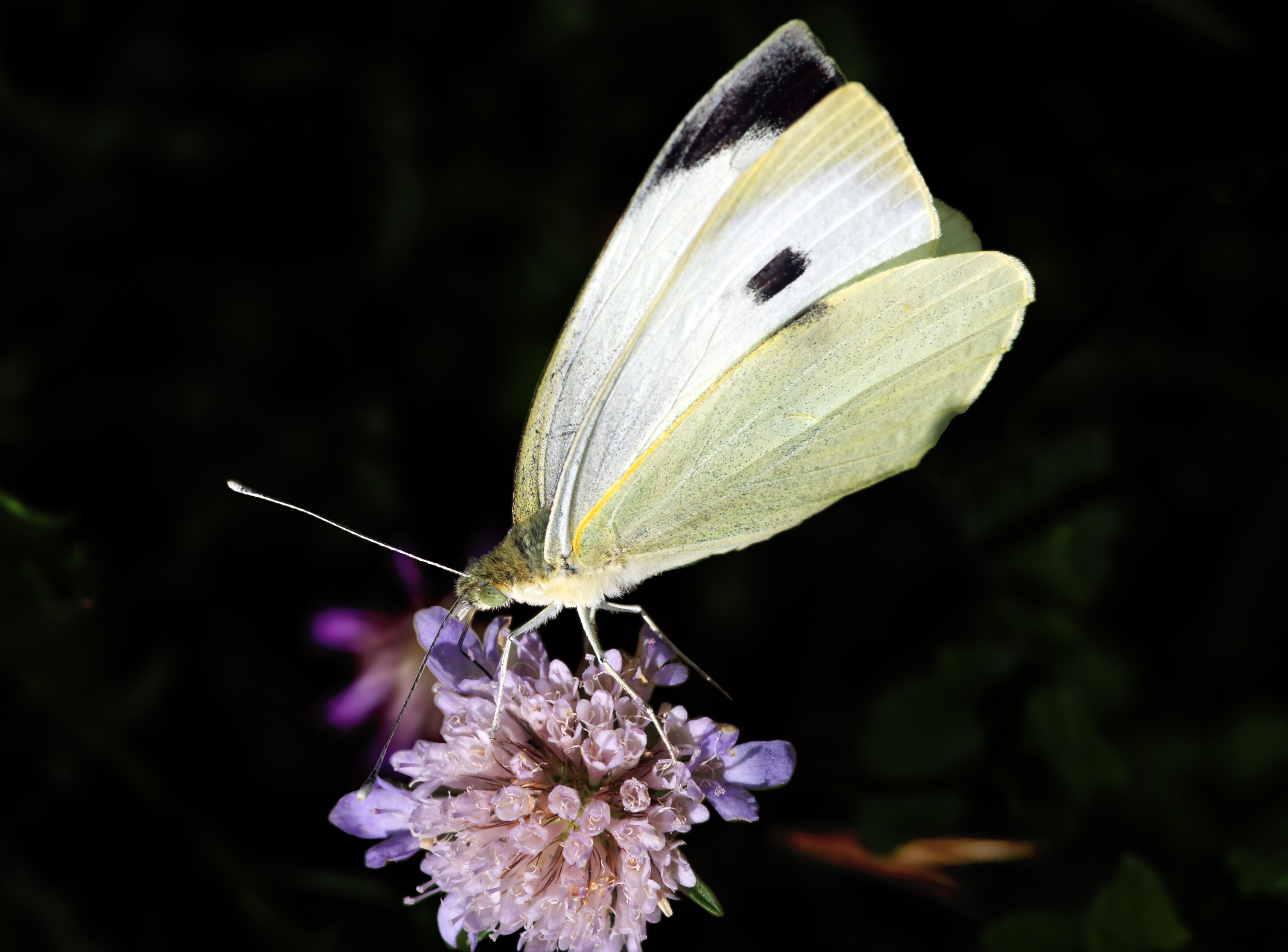